# Sport-Club Freiburg 2009-2010
Questa voce raccoglie le informazioni riguardanti il Sport-Club Freiburg nelle competizioni ufficiali della stagione 2009-2010.

## Stagione
Nella stagione 2009-2010 il Friburgo, allenato da Robin Dutt, concluse il campionato di Bundesliga al 14º posto. In Coppa di Germania il Friburgo fu eliminato al secondo turno dall'Augusta.

## Rosa
| N. |                                 | Ruolo | Calciatore        |
| -- | ------------------------------- | ----- | ----------------- |
| 37 | Germania (bandiera)             | P     | Oliver Baumann    |
| 21 | Austria (bandiera)              | P     | Michael Langer    |
| 1  | Francia (bandiera)              | P     | Simon Pouplin     |
| 26 | Germania (bandiera)             | P     | Manuel Salz       |
| 15 | Germania (bandiera)             | D     | Oliver Barth      |
| 3  | Germania (bandiera)             | D     | Felix Bastians    |
| 5  | Germania (bandiera)             | D     | Heiko Butscher    |
| 6  | Corea del Sud (bandiera)        | D     | Cha Du-ri         |
| 2  | Rep. Ceca (bandiera)            | D     | Pavel Krmaš       |
| 39 | Francia (bandiera)              | D     | Jackson Mendy     |
| 24 | Bosnia ed Erzegovina (bandiera) | D     | Mensur Mujdža     |
| 38 | Turchia (bandiera)              | D     | Ömer Toprak       |
| 28 | Stati Uniti (bandiera)          | D     | Daniel Williams   |
| 10 | Marocco (bandiera)              | C     | Yacine Abdessadki |
| 20 | Croazia (bandiera)              | C     | Ivica Banović     |

| N. |                         | Ruolo | Calciatore         |
| -- | ----------------------- | ----- | ------------------ |
| 40 | Germania (bandiera)     | C     | Daniel Caligiuri   |
| 18 | Germania (bandiera)     | C     | Johannes Flum      |
| 7  | RD del Congo (bandiera) | C     | Cédric Makiadi     |
| 14 | Tunisia (bandiera)      | C     | Hamed Namouchi     |
| 16 | Germania (bandiera)     | C     | Felix Roth         |
| 23 | Germania (bandiera)     | C     | Julian Schuster    |
| 25 | Germania (bandiera)     | C     | Sandro Sirigu      |
| 30 | Georgia (bandiera)      | C     | Davit Targamadze   |
| 13 | Danimarca (bandiera)    | A     | Tommy Bechmann     |
| 34 | Kosovo (bandiera)       | A     | Shqipon Bektashi   |
| 9  | Senegal (bandiera)      | A     | Papiss Cissé       |
| 8  | Camerun (bandiera)      | A     | Mohamadou Idrissou |
| 11 | Francia (bandiera)      | A     | Jonathan Jäger     |
| 27 | Germania (bandiera)     | A     | Stefan Reisinger   |

## Organigramma societario
Area tecnica
- Allenatore: Robin Dutt
- Allenatore in seconda: Damir Burić, Christian Streich
- Preparatore dei portieri: Marco Langner
- Preparatori atletici: Simon Ickert

## Risultati

### Bundesliga

#### Girone di andata
| Arbitro: | Sippel |

|              |           |             |
| Bechmann 65’ | Marcatori | 3’ Pitroipa |

| Arbitro: | Wagner |

|                                                   |           |                   |
| Pogrebnjak 53’ Élson 65’ (rig.), 76’ Schieber 89’ | Marcatori | 70’, 85’ Idrissou |

| Arbitro: | Fritz |

|  |           |                                                  |
|  | Marcatori | 35’ Kießling 47’, 76’ Barnetta 69’, 84’ Derdiyok |

| Arbitro: | Fleischer |

|  |           |         |
|  | Marcatori | 40’ Cha |

| Arbitro: | Winkmann |

|  |           |                     |
|  | Marcatori | 68’ Franz 90’ Meier |

| Arbitro: | Aytekin |

|  |           |                                          |
|  | Marcatori | 6’, 68’ Banović 12’ Makiadi 42’ Idrissou |

| Arbitro: | Kinhöfer |

|                                          |           |  |
| Idrissou 54’ Abdessadki 72’ Schuster 80’ | Marcatori |  |

| Arbitro: | Stark |

|                                                       |           |                          |
| Chahed 7’ Bruggink 10’ Haggui 45’ Konan 85’ Pinto 90’ | Marcatori | 35’ Banović 82’ Schuster |

| Arbitro: | Gräfe |

|               |           |                           |
| Reisinger 90’ | Marcatori | 42’ Müller 68’ (aut.) Cha |

| Arbitro: | Schmidt |

|                                  |           |  |
| Ivanschitz 24’ Hoogland 50’, 85’ | Marcatori |  |

| Arbitro: | Meyer |

|  |           |               |
|  | Marcatori | 39’ Maicosuel |

| Arbitro: | Brych |

|               |           |                            |
| Klimowicz 65’ | Marcatori | 23’ Butscher 90’ Reisinger |

| Arbitro: | Kinhöfer |

|  |           |                                                                    |
|  | Marcatori | 33’, 57’ Almeida 55’ Marin 67’ Özil 73’ (rig.) Naldo 82’ Rosenberg |

| Arbitro: | Rafati |

|  |           |               |
|  | Marcatori | 12’ Reisinger |

| Arbitro: | Winkmann |

|                                 |           |                                 |
| Bastians 27’ (aut.) Johnson 81’ | Marcatori | 19’ Idrissou 51’ (rig.) Banović |

| Friburgo in Brisgovia 12 dicembre 2009, ore 15:30 CET 16ª giornata | Friburgo | 0 – 0 referto | Colonia | Badenova-Stadion (24 000 spett.)\| Arbitro: \| Zwayer \| |
| Arbitro:                                                           | Zwayer   |               |         |                                                          |

| Arbitro: | Sippel |

|             |           |  |
| Barrios 19’ | Marcatori |  |

#### Girone di ritorno
| Arbitro: | Wagner |

|                      |           |  |
| Jansen 7’ Petrić 55’ | Marcatori |  |

| Arbitro: | Brych |

|  |           |            |
|  | Marcatori | 41’ Marica |

| Arbitro: | Stark |

|                                      |           |              |
| Kießling 36’ Derdiyok 37’ Hyypiä 40’ | Marcatori | 66’ Bastians |

| Friburgo in Brisgovia 6 febbraio 2010, ore 15:30 CET 21ª giornata | Friburgo | 0 – 0 referto | Schalke 04 | Badenova-Stadion (24 000 spett.)\| Arbitro: \| Drees \| |
| Arbitro:                                                          | Drees    |               |            |                                                         |

| Arbitro: | Rafati |

|                         |           |           |
| Köhler 40’ Altıntop 90’ | Marcatori | 25’ Cissé |

| Arbitro: | Winkmann |

|  |           |                           |
|  | Marcatori | 27’ Ramos 35’, 57’ Cícero |

| Arbitro: | Sippel |

|              |           |           |
| Brouwers 72’ | Marcatori | 56’ Cissé |

| Arbitro: | Kinhöfer |

|                |           |                            |
| Abdessadki 70’ | Marcatori | 63’ Élson 73’ (aut.) Cissé |

| Arbitro: | Schmidt |

|                        |           |             |
| Robben 75’, 83’ (rig.) | Marcatori | 31’ Makiadi |

| Arbitro: | Kircher |

|          |           |  |
| Flum 10’ | Marcatori |  |

| Arbitro: | Fleischer |

|             |           |              |
| Šimunić 80’ | Marcatori | 64’ Idrissou |

| Arbitro: | Drees |

|           |           |               |
| Cissé 18’ | Marcatori | 24’ Dabrowski |

| Arbitro: | Brych |

|                                    |           |  |
| Pizarro 35’, 56’ Hunt 53’ Özil 66’ | Marcatori |  |

| Arbitro: | Wagner |

|                           |           |           |
| Maroh 4’ (aut.) Cissé 60’ | Marcatori | 79’ Maroh |

| Arbitro: | Fritz |

|             |           |  |
| Makiadi 38’ | Marcatori |  |

| Arbitro: | Wingenbach |

|                    |           |                   |
| Tošić 9’ Freis 83’ | Marcatori | 31’, 57’ Idrissou |

| Arbitro: | Perl |

|                             |           |             |
| Idrissou 60’ Cissé 70’, 90’ | Marcatori | 47’ Barrios |

### Coppa di Germania
| Arbitro: | Steuer |

|  |           |                            |
|  | Marcatori | 30’ Butscher 83’ Reisinger |

| Arbitro: | Schmidt |

|               |           |  |
| Brinkmann 62’ | Marcatori |  |

## Statistiche

### Statistiche di squadra
| Competizione      | Punti | In casa | In casa | In casa | In casa | In casa | In casa | In trasferta | In trasferta | In trasferta | In trasferta | In trasferta | In trasferta | Totale | Totale | Totale | Totale | Totale | Totale | DR  |
| Competizione      | Punti | G       | V       | N       | P       | Gf      | Gs      | G            | V            | N            | P            | Gf           | Gs           | G      | V      | N      | P      | Gf     | Gs     | DR  |
| ----------------- | ----- | ------- | ------- | ------- | ------- | ------- | ------- | ------------ | ------------ | ------------ | ------------ | ------------ | ------------ | ------ | ------ | ------ | ------ | ------ | ------ | --- |
| Bundesliga        | 35    | 17      | 5       | 4       | 8       | 14      | 26      | 17           | 4            | 4            | 9            | 21           | 33           | 34     | 9      | 8      | 17     | 35     | 59     | -24 |
| Coppa di Germania | -     | 0       | 0       | 0       | 0       | 0       | 0       | 2            | 1            | 0            | 1            | 2            | 1            | 2      | 1      | 0      | 1      | 2      | 1      | +1  |
| Totale            | -     | 17      | 5       | 4       | 8       | 14      | 26      | 19           | 5            | 4            | 10           | 23           | 34           | 36     | 10     | 8      | 18     | 37     | 60     | -23 |

### Andamento in campionato
| Giornata  | 1  | 2  | 3  | 4  | 5  | 6  | 7  | 8  | 9  | 10 | 11 | 12 | 13 | 14 | 15 | 16 | 17 | 18 | 19 | 20 | 21 | 22 | 23 | 24 | 25 | 26 | 27 | 28 | 29 | 30 | 31 | 32 | 33 | 34 |
| --------- | -- | -- | -- | -- | -- | -- | -- | -- | -- | -- | -- | -- | -- | -- | -- | -- | -- | -- | -- | -- | -- | -- | -- | -- | -- | -- | -- | -- | -- | -- | -- | -- | -- | -- |
| Luogo     | C  | T  | C  | T  | C  | T  | C  | T  | C  | T  | C  | T  | C  | T  | T  | C  | T  | T  | C  | T  | C  | T  | C  | T  | C  | T  | C  | T  | C  | T  | C  | C  | T  | C  |
| Risultato | N  | P  | P  | V  | P  | V  | V  | P  | P  | P  | P  | V  | P  | V  | N  | N  | P  | P  | P  | P  | N  | P  | P  | N  | P  | P  | V  | N  | N  | P  | V  | V  | N  | V  |
| Posizione | 10 | 16 | 18 | 15 | 16 | 11 | 10 | 10 | 11 | 12 | 13 | 12 | 13 | 13 | 13 | 12 | 13 | 15 | 15 | 15 | 15 | 15 | 15 | 15 | 17 | 17 | 17 | 16 | 16 | 17 | 16 | 14 | 14 | 14 |

Legenda:

Luogo: C = Casa; T = Trasferta. Risultato: V = Vittoria; N = Pareggio; P = Sconfitta.

### Statistiche dei giocatori
| Giocatore     | Bundesliga | Bundesliga | Bundesliga  | Bundesliga | Coppa di Germania | Coppa di Germania | Coppa di Germania | Coppa di Germania | Totale   | Totale | Totale      | Totale     |
| Giocatore     | Presenze   | Reti       | Ammonizioni | Espulsioni | Presenze          | Reti              | Ammonizioni       | Espulsioni        | Presenze | Reti   | Ammonizioni | Espulsioni |
| ------------- | ---------- | ---------- | ----------- | ---------- | ----------------- | ----------------- | ----------------- | ----------------- | -------- | ------ | ----------- | ---------- |
| O. Baumann    | 1          | 0          | 0           | 0          | -                 | -                 | -                 | -                 | 1        | 0      | 0           | 0          |
| M. Langer     | -          | -          | -           | -          | -                 | -                 | -                 | -                 | -        | -      | -           | -          |
| S. Pouplin    | 30         | 0          | 2           | 0          | 1                 | 0                 | 0                 | 0                 | 31       | 0      | 2           | 0          |
| M. Salz       | 3          | 0          | 1           | 0          | 1                 | 0                 | 0                 | 0                 | 4        | 0      | 1           | 0          |
| O. Barth      | 16         | 0          | 1           | 0          | 1                 | 0                 | 0                 | 0                 | 17       | 0      | 1           | 0          |
| F. Bastians   | 34         | 1          | 3           | 0          | 2                 | 0                 | 0                 | 0                 | 36       | 1      | 3           | 0          |
| H. Butscher   | 29         | 1          | 0           | 0          | 2                 | 1                 | 0                 | 0                 | 31       | 2      | 0           | 0          |
| D. Cha        | 23         | 1          | 0           | 0          | 2                 | 0                 | 0                 | 0                 | 25       | 1      | 0           | 0          |
| P. Krmaš      | 17         | 0          | 2           | 0          | 2                 | 0                 | 0                 | 0                 | 19       | 0      | 2           | 0          |
| J. Mendy      | 6          | 0          | 1           | 0          | -                 | -                 | -                 | -                 | 6        | 0      | 1           | 0          |
| M. Mujdža     | 14         | 0          | 3           | 0          | -                 | -                 | -                 | -                 | 14       | 0      | 3           | 0          |
| Ö. Toprak     | 14         | 0          | 3           | 0          | -                 | -                 | -                 | -                 | 14       | 0      | 3           | 0          |
| D. Williams   | 6          | 0          | 1           | 0          | -                 | -                 | -                 | -                 | 6        | 0      | 1           | 0          |
| Y. Abdessadki | 23         | 2          | 3           | 0          | 2                 | 0                 | 0                 | 0                 | 25       | 2      | 3           | 0          |
| I. Banović    | 25         | 4          | 4           | 0          | 2                 | 0                 | 0                 | 0                 | 27       | 4      | 4           | 0          |
| D. Caligiuri  | 16         | 0          | 4           | 0          | -                 | -                 | -                 | -                 | 16       | 0      | 4           | 0          |
| J. Flum       | 25         | 1          | 1           | 0          | 1                 | 0                 | 0                 | 0                 | 26       | 1      | 1           | 0          |
| C. Makiadi    | 33         | 3          | 5           | 0          | 2                 | 0                 | 0                 | 0                 | 35       | 3      | 5           | 0          |
| H. Namouchi   | 1          | 0          | 0           | 0          | -                 | -                 | -                 | -                 | 1        | 0      | 0           | 0          |
| F. Roth       | -          | -          | -           | -          | -                 | -                 | -                 | -                 | -        | -      | -           | -          |
| J. Schuster   | 28         | 2          | 4           | 0          | 1                 | 0                 | 0                 | 0                 | 29       | 2      | 4           | 0          |
| S. Sirigu     | -          | -          | -           | -          | -                 | -                 | -                 | -                 | -        | -      | -           | -          |
| D. Targamadze | 2          | 0          | 0           | 0          | -                 | -                 | -                 | -                 | 2        | 0      | 0           | 0          |
| T. Bechmann   | 21         | 1          | 4           | 0          | 2                 | 0                 | 0                 | 0                 | 23       | 1      | 4           | 0          |
| S. Bektashi   | 1          | 0          | 0           | 0          | -                 | -                 | -                 | -                 | 1        | 0      | 0           | 0          |
| P. Cissé      | 16         | 6          | 0           | 0          | -                 | -                 | -                 | -                 | 16       | 6      | 0           | 0          |
| M. Idrissou   | 30         | 9          | 7           | 0          | 2                 | 0                 | 1                 | 0                 | 32       | 9      | 8           | 0          |
| J. Jäger      | 25         | 0          | 1           | 0          | 1                 | 0                 | 0                 | 0                 | 26       | 0      | 1           | 0          |
| S. Reisinger  | 25         | 3          | 2           | 0          | 2                 | 1                 | 0                 | 0                 | 27       | 4      | 2           | 0          |
| A. Glockner   | 2          | 0          | 0           | 0          | 1                 | 0                 | 0                 | 0                 | 3        | 0      | 0           | 0          |
| E. Uzoma      | 4          | 0          | 0           | 0          | -                 | -                 | -                 | -                 | 4        | 0      | 0           | 0          |